# Lijst van gemeentelijke monumenten in Oldenzaal
De gemeente Oldenzaal kent 31 gemeentelijke monumenten, hieronder een overzicht. 
| Object | Bouwjaar               | Architect      | Locatie                                 | Coördinaten                   | Nr.           | Afbeelding |
| --- | ---------------------- | -------------- | --------------------------------------- | ----------------------------- | ------------- | --- |
| Croissanterie Christoffel |                        |                | Deurningerstraat 27                     | 52° 18' 43" NB, 6° 55' 34" OL | 0173/wikinr1  | Croissanterie Christoffel |
| Italiaans restaurant |                        |                | Deurningerstraat 32                     | 52° 18' 44" NB, 6° 55' 32" OL | 0173/wikinr2  | Italiaans restaurant |
| Hofkerk | 1934                   | A.J.A. Winters | Ganzenmarkt 9                           | 52° 18' 43" NB, 6° 55' 48" OL | 0173/wikinr16 | Meer afbeeldingen |
| Winkel |                        |                | Grootestraat 13                         | 52° 18' 47" NB, 6° 55' 41" OL | 0173/wikinr22 | Winkel |
| Damesmode Josephine |                        |                | Grootestraat 21                         | 52° 18' 46" NB, 6° 55' 41" OL | 0173/wikinr3  | Damesmode Josephine |
| Drogist |                        |                | Grootestraat 22                         | 52° 18' 45" NB, 6° 55' 39" OL | 0173/wikinr4  | Drogist |
| O.a. reisbureau Rottink |                        |                | Grootestraat 24                         | 52° 18' 45" NB, 6° 55' 40" OL | 0173/wikinr5  | O.a. reisbureau Rottink |
| Cafetaria de Smulhoek |                        |                | Grootestraat 37 / St. Plechelmusplein 6 | 52° 18' 44" NB, 6° 55' 40" OL | 0173/wikinr6  | Cafetaria de Smulhoek |
| Plein als open ruimte |                        |                | Groote Markt                            | 52° 18' 49" NB, 6° 55' 45" OL | 0173/wikinr17 | Plein als open ruimte |
| Grandcafé Markant |                        |                | Groote Markt 1                          | 52° 18' 48" NB, 6° 55' 43" OL | 0173/wikinr18 | Upload foto |
| Pand van tweelagen met kap. | 1920                   | K.L. Croonen   | Groote Markt 4                          | 52° 18' 49" NB, 6° 55' 46" OL | 0173/wikinr19 | Pand van tweelagen met kap. |
| Hoekpand horeca iets anders |                        |                | Groote Markt 17                         | 52° 18' 46" NB, 6° 55' 51" OL | 0173/wikinr20 | Hoekpand horeca iets anders |
| Tapperij Karel de Groote |                        |                | Groote Markt 23                         | 52° 18' 46" NB, 6° 55' 51" OL | 0173/wikinr21 | Tapperij Karel de Groote |
| 't Barghoes |                        |                | Havikstraat 2                           | 52° 18' 1" NB, 6° 56' 8" OL   | 0173/wikinr7  | 't Barghoes |
| Armenhuisjes | 1925-'26               |                | Hofmeyerstraat 1-15                     | 52° 18' 45" NB, 6° 55' 53" OL | 0173/wikinr8  | Armenhuisjes |
| Reisbureau, voorheen apotheek Bloemen |                        |                | Marktstraat 2                           | 52° 18' 48" NB, 6° 55' 45" OL | 0173/wikinr9  | Reisbureau, voorheen apotheek Bloemen |
| Het hypotheekje |                        |                | Marktstraat 6                           | 52° 18' 48" NB, 6° 55' 47" OL | 0173/wikinr10 | Het hypotheekje |
| Stadstheater De Bond | 1894                   | W. Elzinga     | Molenstraat 23-25                       | 52° 18' 57" NB, 6° 55' 55" OL | 0173/wikinr11 | Meer afbeeldingen |
| Woning | 1906-'09               |                | Molenstraat 29                          | 52° 18' 58" NB, 6° 55' 57" OL | 0173/wikinr12 | Woning |
| Woning | 1906-'09               |                | Molenstraat 31                          | 52° 18' 58" NB, 6° 55' 57" OL | 0173/wikinr13 | Woning |
| VVV, voormalig schoolgebouw in eclectische stijl | 1886                   | J. Moll        | St. Plechelmusplein 5                   | 52° 18' 43" NB, 6° 55' 44" OL | 0173/wikinr14 | VVV, voormalig schoolgebouw in eclectische stijl |
| Voormalig behorend bij Paradijsstraat 2, Croonen | 1817                   |                | Poortstraat 70                          | 52° 18' 48" NB, 6° 55' 55" OL | 0173/wikinr15 | Voormalig behorend bij Paradijsstraat 2, Croonen |
| Kantoor/directiegebouw van Oldenzaalse textielfabrikant Gelderman in verstrakte neorenaissancestijl vormgegeven. | 1925                   | Karel Muller   | Spoorstraat 36                          | 52° 18' 23" NB, 6° 55' 46" OL | 0173/wikinr16 | Kantoor/directiegebouw van Oldenzaalse textielfabrikant Gelderman in verstrakte neorenaissancestijl vormgegeven. |
| Eenvoudig gebouw van één laag met kap. Front met halsgevel en klassieke bekroning. Vormstukken ter plaatse van de goten. Eenvoudige indeling met hanenkammen boven de kozijnen. Entree met gepleisterde omlijsting. | eind 19e eeuw          |                | Steenstraat 1                           | 52° 18' 43" NB, 6° 55' 41" OL | 0173/wikinr17 | Meer afbeeldingen |
| Fors herenhuis van twee lagen met een kap. Plastisch en rijk gedetailleerde voorgevel. Metselwerk met gepleisterde plinten, lijsten bekroningen, hoeklisenen en lateien. De lateien zijn voorzien van sluitstenen en met een ornament. Glas in lood in de bovenlichten van de ramen op de begane grond. Ingang terugliggend en geaccentueerd door pleisterwerk; de deur is voorzien van smeedwerk. | midden van de 19e eeuw |                | Steenstraat 4                           | 52° 18' 42" NB, 6° 55' 39" OL | 0173/wikinr18 | Fors herenhuis van twee lagen met een kap. Plastisch en rijk gedetailleerde voorgevel. Metselwerk met gepleisterde plinten, lijsten bekroningen, hoeklisenen en lateien. De lateien zijn voorzien van sluitstenen en met een ornament. Glas in lood in de bovenlichten van de ramen op de begane grond. Ingang terugliggend en geaccentueerd door pleisterwerk; de deur is voorzien van smeedwerk. |
| Fors pand van twee lagen met kap. Het pand is voorzien van pleisterwerk, banden, sierlijsten en plinten.Voormalig hotel. | 1885                   |                | Steenstraat 17                          | 52° 18' 41" NB, 6° 55' 40" OL | 0173/wikinr19 | Fors pand van twee lagen met kap. Het pand is voorzien van pleisterwerk, banden, sierlijsten en plinten.Voormalig hotel. |
| Eenvoudig pand van één laag met kap, voorzien van rechthoekig front in twee lagen met op de hoeken gepleisterde lisenen. Glas in lood in de bovenramen, waarin de naam is opgenomen. | tweede helft 19e eeuw  |                | Steenstraat 22                          | 52° 18' 40" NB, 6° 55' 38" OL | 0173/wikinr20 | Eenvoudig pand van één laag met kap, voorzien van rechthoekig front in twee lagen met op de hoeken gepleisterde lisenen. Glas in lood in de bovenramen, waarin de naam is opgenomen. |
| Fors pand van tweelagen met kap en plat dak | tweede helft 19e eeuw  |                | Steenstraat 28-28a                      | 52° 18' 40" NB, 6° 55' 39" OL | 0173/wikinr21 | Fors pand van tweelagen met kap en plat dak |
| Fors pand van twee lagen met kap en klassieke indeling. Eenvoudige en stijlvolle detaillering met hoeklisenen en lijsten. Op de begane grond de kozijnen beëindigd met tudorbogen. De lateien zijn uitgevoerd in vormbaksteen. In de bovenlichten fraai glas-in-loodwerk. Gebouwd als woonhuis met apotheek.                                                                                       | 1863                   |                | Steenstraat 30-32                       | 52° 18' 39" NB, 6° 55' 39" OL | 0173/wikinr22 | Fors pand van twee lagen met kap en klassieke indeling. Eenvoudige en stijlvolle detaillering met hoeklisenen en lijsten. Op de begane grond de kozijnen beëindigd met tudorbogen. De lateien zijn uitgevoerd in vormbaksteen. In de bovenlichten fraai glas-in-loodwerk. Gebouwd als woonhuis met apotheek.                                                                                       |
| Groot markant pand, bestaande uit twee bouwlagen, met forse kap. Gevarieerde gevelindeling met lateien boven de vensters en erkeruitbouw op eerste verdieping. | 1917                   | K. Croonen     | Steenstraat 56                          | 52° 18' 34" NB, 6° 55' 37" OL | 0173/wikinr23 | Groot markant pand, bestaande uit twee bouwlagen, met forse kap. Gevarieerde gevelindeling met lateien boven de vensters en erkeruitbouw op eerste verdieping. |

Almelo ·
Borne ·
Dalfsen ·
Dinkelland ·
Deventer ·
Enschede ·
Haaksbergen ·
Hardenberg ·
Hellendoorn ·
Hengelo ·
Hof van Twente ·
Kampen ·
Losser ·
Oldenzaal ·
Olst-Wijhe ·
Ommen ·
Raalte ·
Rijssen-Holten ·
Staphorst ·
Steenwijkerland ·
Twenterand ·
Wierden ·
Zwartewaterland ·
Zwolle